# マックノート彗星 (C/2006 P1)
マックノート彗星（マックノートすいせい、Comet McNaught、C/2006 P1) は2006年8月7日にオーストラリアのロバート・マックノートによって発見された非周期彗星である。マックノート彗星は2007年1月12日に近日点を通過して、1965年に出現した池谷・関彗星以来の明るさとなり、白昼に肉眼で見ることができる大彗星となった。「2007年の大彗星(The Great Comet of 2007)」とも呼ばれる。

## 発見
マックノートはオーストラリアのサイディング・スプリング天文台の口径0.5mウプサラシュミット望遠鏡で行なわれているサイディング・スプリングサーベイ (Siding Spring Survey) で8月7日に撮影された CCD 画像から彗星を発見した。このサーベイは未発見の小惑星や彗星を捜索するために定期的に行われていた。発見時の彗星の光度は17.3等であり、へびつかい座の南の部分をゆっくりと西へ移動していた。

## 増光

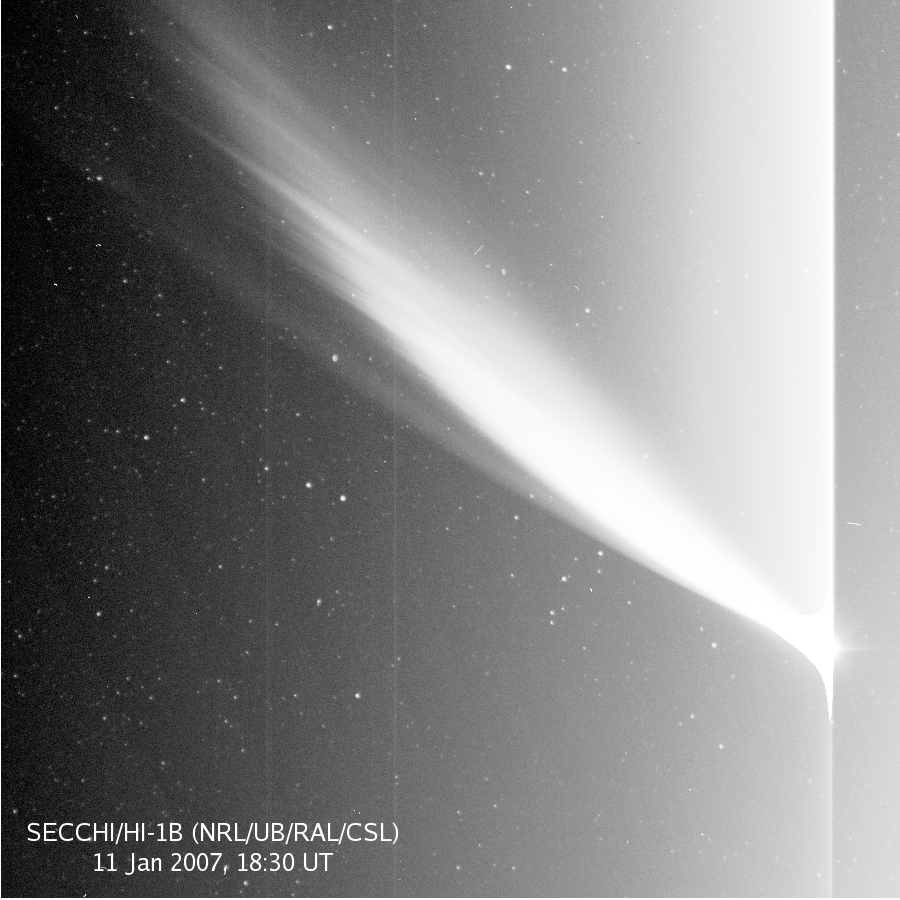
STEREO-B 衛星が2007年1月11日に宇宙から撮影したマックノート彗星

マックノートによる発見後、南半球の観測者たちはこの彗星の軌道を確定するために追跡観測を始めた。2006年8月から11月にかけてマックノート彗星は CCD カメラを用いて撮影され、その光度は9月中旬で16等、10月中旬で14等、11月上旬で12等と順調に明るくなっていった。11月に入ると増光はやや鈍ったものの、11月半ばには10等になり、12月半ばには7等になった。彗星はゆっくりと西へ動いて9月にはさそり座に入ったが、9月半ばには留となり東へ動きを転じて、再びへびつかい座へ入って東へ移動していった。この間は北半球でも南半球でも夕方の空に見ることができたが、南半球の方が観測しやすかった。徐々に太陽との離角が小さくなり、見える高度が低くなっていった。
12月に入ると太陽との離角はさらに小さくなり、薄明のため観測は困難になった。
12月下旬になって再び観測されるようになると、マックノート彗星は急速に明るくなった。12月下旬には4等前後に達しており、2007年1月の初めには肉眼で見ることができるようになった。この頃には、近日点を通過する頃には-2等程度に達するだろうと予測されていた。近日点通過は2007年1月12日で、近日点距離は0.17AUだった。この彗星は太陽に非常に接近する軌道を持っていたため、観測に適した期間は短く、薄明中の空でしか見ることができなかったが、それでも北半球では近日点通過の1週間ほど前から夕方と明け方の両方で肉眼で見ることができた。

## 近日点通過

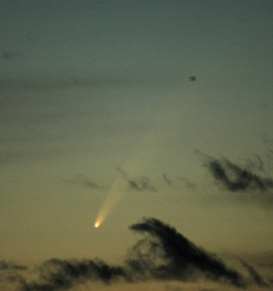
夕空のマックノート彗星（2007年1月10日、スイス・ガイス）

マックノート彗星は近日点通過が近づくにつれ、予想を上回る増光を見せていった。明るい薄明中の空でも肉眼で見え、明るくなっていく様子が捉えられた。1月5日には1等、1月6日には0等に達した。1月7日には白昼の空での姿が天体望遠鏡による写真で初めて撮影された。その後も彗星は急速に増光し、1月8日には-1等、1月10日には-2等、1月12日には-3等に達した。1月12日には初めて白昼の空に肉眼で見えるようになった。これは1976年のウェスト彗星以来のことだった。

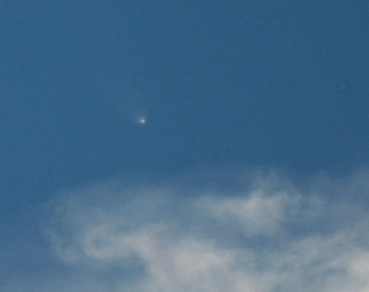
白昼に見えたマックノート彗星（2007年1月13日、スイス・ガイス）

1月12日にはマックノート彗星は太陽観測衛星 SOHO のカメラ LASCO C3 の視野に入り、2003年のNEAT彗星よりも急速に増光する様子が捉えられた。あまりに明るいためにコマと尾全体が真っ白に飽和するほどであり、SOHOの視野を通過した最も明るい彗星となった。マックノート彗星はSOHOの視野を北から南へ横切り、その時SOHOの視野に入っていた水星にかなり接近して見えた。1月16日には SOHO の視野から外れた。
1月12日にはマックノート彗星は1965年の池谷・関彗星以来となる、過去40年間で最も明るい彗星となり、この頃には「2007年の大彗星」とも呼ばれるようになった。1月13日と14日には北半球から観測した見かけの等級が最大の-6.0等に達した。これは1935年以降では池谷・関彗星に次ぐ2番目の明るさであり、地球から最も明るく見える惑星である金星の最大光度-4.6等をも上回っている。地球最接近は1月15日でその距離は0.82AUだった。
1月13日までは北半球中緯度地帯で夕方と明け方の薄明中の低空で見ることができたが、彗星が南下したため、彗星が太陽よりも遅く昇り早く沈むようになり、夕方と明け方の観測は不可能になった。1月12日から14日までは、白昼でも太陽から5度から10度ほど離れた位置に肉眼や双眼鏡で彗星を見ることができるほどの明るさになり、多くの人が青空を背景にした彗星の観測や撮影に成功した。この頃の明るさはおよそ-5.5等だった。

## 南天へ

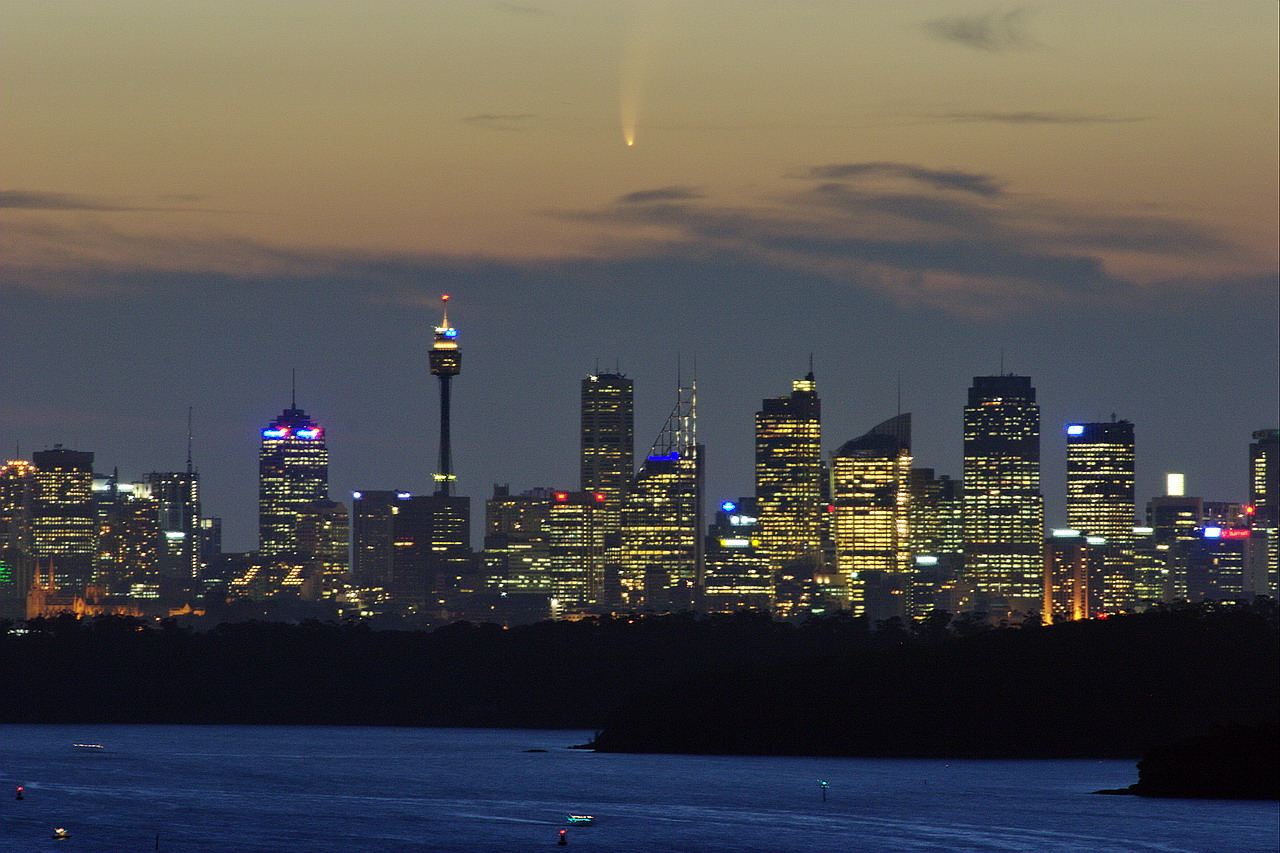
シドニーのビル群の上に見えるマックノート彗星（2007年1月16日）

近日点通過後、マックノート彗星は急速に南下し、南半球で日没後の薄明中の空に見えるようになった。1月15日にはオーストラリアのパース天文台で観測され、この時の見かけの等級は-4.0等だった。南半球では肉眼でも明るい核とやや曲がった尾を見ることができた。写真では、90度以上も曲がり長さが数十度にも及ぶ幅広く長大なダストテイル（塵の尾）が写った。また、北半球では近日点通過後は彗星が南天に移動したために本体の観測は不可能になったものの、尾が北方向へ非常に長く伸びたために、1月17日から20日頃にかけて、驚くべきことに尾の先端付近の淡い部分が北半球でも写真に写った。ドイツ、オーストリア、アメリカ、日本などで彗星の尾の筋状の構造が撮影されている。北半球では尾の先端は日没後1時間から2時間ほど後に西の低空に見えたものの、極めて淡かった。
尾が大きく曲がったのは、彗星が太陽に最も太陽に接近した近日点通過の前後で彗星の運動の方向が大きく変わり、その軌道に沿って塵が広がったためである。北半球でも見られた尾は、近日点通過の前後に放出された大量の塵によるものと考えられる。
南半球では近日点通過後は夕方と明け方の両方で見えるようになり、特に夕方の空でよく見えるようになった。太陽からの離角が急速に大きくなり、南アフリカ、オーストラリア、南アメリカなどでは近日点通過前の北半球よりも観測条件が良くなった。
1月下旬には彗星は急速に減光していったが、事前の予測と比べると減光は遅く、太陽に接近していったときの増光の早さよりも減光の早さはゆっくりとしたものだった。1月20日頃には-2等に、1月24日頃には0等に、1月30日頃には2等に、2月12日頃には4等に減光し、6等級を下回ったのは3月1日頃だった。6等級を上回っていたのは2006年12月20日頃から2007年3月1日頃までの約70日間に達した。2月20日頃には赤緯が-60°を越え、南半球の中緯度地域では一日中地平線下に沈まない周極星になった。南半球では夕方の南南西の空と明け方の南南東の空で比較的観測条件が良かった。その後も彗星は南下を続け、5月20日前後には天の南極に接近し赤緯は-85°近くに達した。この時期には南半球の中緯度地域では一晩中南の空に観測することができた。7月1日頃には12等級まで暗くなった。

## 現在と将来の状況

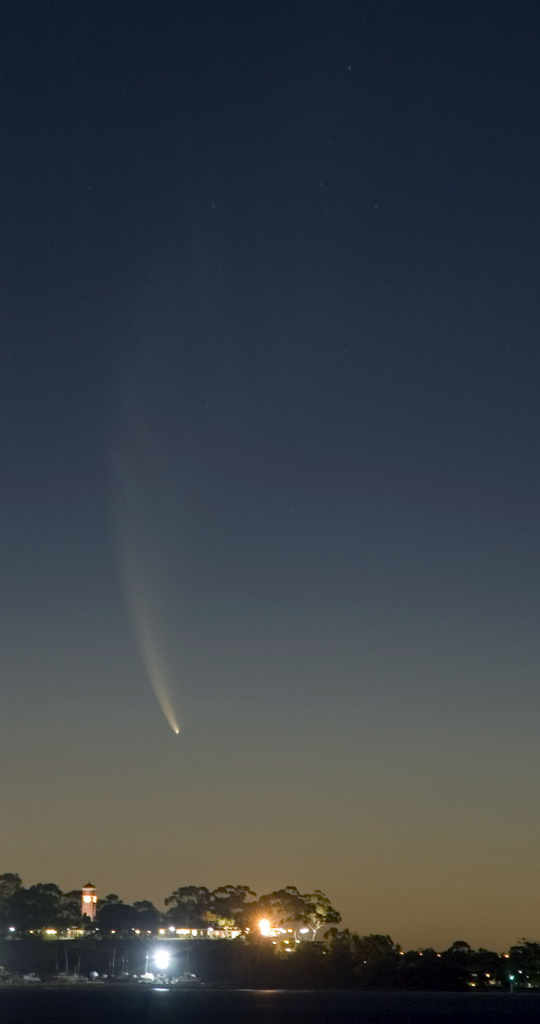
マックノート彗星（2007年1月19日、オーストラリア・コモ）

マックノート彗星は非常に暗くなっており、肉眼で見ることはできない。2008年3月の時点では18等級以下になっているものと見られる。大望遠鏡ならば非常に淡くはっきりしない天体として観測可能かもしれない。
マックノート彗星は軌道傾斜角が約78度と大きく、太陽系の南から接近してきて近日点通過が終わるとまた太陽系の南へ離れていくため、今後も天の南極に近いところを動いていくように見える。そのため、南半球ではずっと観測することができるが、北半球の中緯度地域や高緯度地域では地平線上に昇ってこないため全く観測することができない。